# きらやかホールディングス
株式会社きらやかホールディングスは、かつて存在したきらやかフィナンシャルグループの金融持株会社。

## 概要
2005年10月1日、山形しあわせ銀行と殖産銀行が経営統合する目的で、共同株式移転を行い、両行の共同持株会社として設立される。東京証券取引所第二部市場に上場していた旧殖産銀行を上場廃止として、それに代わって同年10月3日に東証二部に上場した。
本社は、旧山形しあわせ銀行本店（現・きらやか銀行本店）に設置。社長には山形しあわせ銀行の澤井誠介頭取（合併後はきらやか銀行会長を兼任）、会長には殖産銀行の長谷川憲治頭取（合併後はきらやか銀行頭取を兼任）が就任した。なお、2008年4月1日付で、きらやか銀行の役員人事の異動に伴い、旧両行頭取が銀行役員を退任し、HDに専念することになり、後継頭取は旧しあわせ出身の粟野学・銀行代表取締役専務兼HD専務取締役が就任した。その後、2008年の株主総会後の取締役会で、銀行の粟野頭取（HD専務）がHD社長を兼任することを決定し、最終的にはこの人事となった。
きらやかホールディングス、きらやか銀行、きらやかカード、並びに当社の関連会社をもって、きらやかフィナンシャルグループ（きらやかFG）と総称されていた。
経営統合の第2フェーズとして、2007年4月1日のきらやかカード（旧・しあわせユーシーカード）、きらやかリース（旧・エコーリース）の誕生、そして中核会社として、殖産銀行を存続会社とした合併により、2007年5月7日のきらやか銀行が誕生した。銀行・カード・リースを除くグループ関連会社については、きらやかHDの直接の子会社になっていないところが多く見られるが、今後直接子会社化や直接子会社との合併・事業譲渡・清算など、子会社運営の見直しを行う方向であった。
しかし、経営統合・中核銀行の合併と言う当初の目標を達成し、今後の経営の迅速化を図る目的に、2008年10月1日をもって、きらやか銀行に吸収合併された。

## 子会社

### 銀行
- きらやか銀行
  - 存続会社は殖産銀行

### クレジットカード
- きらやかカード
  - 存続会社は、旧しあわせ系のしあわせユーシーカード

### リース業務
- きらやかリース
  - 存続会社は、旧殖産系のエコーリース

### その他
- 山形ビジネスサービス
- 富士通山形インフォテクノ
- きらやかキャピタル